# Fahles Feuer
Fahles Feuer (englisch: Pale Fire) ist ein Roman von Vladimir Nabokov. Er erschien 1962. Der Roman besteht aus dem Gedicht Pale Fire des fiktiven Dichters und Universitätsgelehrten John Shade und einer Einleitung sowie Kommentaren und einem Register des gleichfalls fiktiven Literaturwissenschaftlers Charles Kinbote. Diese Kommentare sind etwa siebenmal so lang wie das Gedicht und betreffen zumeist die abenteuerliche Vergangenheit des Verfassers, der behauptet, der exilierte König des nordeuropäischen Landes Zembla zu sein.
Die ungewöhnliche Komposition des Romans zog viel Aufmerksamkeit auf sich und wird oft als bedeutendes Beispiel für Metafiktion genannt. Der Nabokov-Kenner Brian Boyd bezeichnete das Buch als „Nabokovs vollkommensten Roman“.

## Inhalt
Pale Fire beginnt mit einem 999-zeiligen Gedicht in vier Cantos des amerikanischen Lyrikers John Shade. Im Gedicht werden viele Aspekte von Shades Leben beschrieben. Der erste Canto widmet sich dessen frühen Begegnungen mit dem Tod und dem Übernatürlichen. Canto 2 beschäftigt sich mit seiner Familie und dem Selbstmord seiner Tochter Hazel. Im dritten Canto reflektiert Shade über das Jenseits, in Canto 4 finden sich schließlich persönliche Erinnerungen aus Shades Leben und Poetik.
Dem Gedicht ist ein Vorwort voran- und ein ausführlicher Kommentar nachgestellt, dazu ein Register, zusammengetragen von Shades selbsternanntem Herausgeber, Charles Kinbote. Dieser homosexuelle Literaturwissenschaftler, der am College der kleinen Universitätsstadt New Wye Zemblanisch unterrichtete, war seit kurzem Shades Nachbar. Laut Kinbote wurde Shade von einem Attentäter ermordet, der eigentlich ihn töten wollte. Kinbote kam so in den Besitz des Manuskripts und einiger seiner Varianten und übernahm gegen den Widerstand sowohl von Shades Witwe als auch von dessen Verlag die Veröffentlichung. Er informiert den Leser auch darüber, dass dem Gedicht noch ein Vers zur Vollendung fehle, und vermutet, dass dieser Vers im Sinne einer Rondo-Struktur gleichlautend sei mit dem ersten: „I was the shadow of the waxwing slain“ – „Ich war der Schatten des Seidenschwanzes, erschlagen“.
Kinbotes Kommentar erfolgt in Anmerkungen zu einzelnen Zeilen, oft auch nur einzelnen Wörtern des Gedichts. In diesem kritischen Apparat geht er aber kaum auf das Gedicht ein, sondern verbreitet stattdessen Teile der vorangegangenen Geschehnisse. Dabei geht er nicht chronologisch vor, hinterlässt viele Kreuzverweise, so dass die Narration nicht linear verläuft. 2009 verglich eine wissenschaftliche Arbeit den Roman deshalb mit einem Hypertext. Kinbote erzählt vor allem seine Version der Ereignisse, die auch seine (von ihm als eng dargestellte) Freundschaft mit Shade umfasst. Er berichtet auch von Charles Xavier Vseslav, auch bekannt als Charles II., „der Vielgeliebte“, dem gleichfalls homosexuellen abgesetzten König eines „fernen nördlichen Landes“ namens „Zembla“. Ihm sei es knapp gelungen, seiner Gefangenschaft durch von der Sowjetunion unterstützte Revolutionäre zu entkommen. Mit der Ankunft des exilierten Königs in den Vereinigten Staaten verwendet Kinbote die Ich-Form, womit klar wird, dass er von sich selbst erzählt.
Kinbote behauptet wiederholt, Shades Gedicht sei von seinen Erzählungen aus Zembla inspiriert worden und stecke voller Anspielungen auf Charles II. und Zembla – vor allem in den verworfenen Entwürfen. Dem Leser offenbart sich jedoch kein direkter Hinweis auf Charles II. und sein Schicksal. Nur einmal kommt im Gedicht der Name Zembla vor, als ein Zitat aus den Werken Alexander Popes, über den Shade wissenschaftlich gearbeitet hat. Die dritte Geschichte, die Kinbote zeitlich exakt mit der Abfassung von Shades Gedicht synchronisiert, handelt von Jakob Gradus, einem zemblanischen Attentäter, der von den neuen Herrschern Zemblas beauftragt wurde, den exilierten König Charles zu töten. Über Kopenhagen, Genf, Nizza reist er in die Vereinigten Staaten, und je näher er kommt, desto deutlicher wird seine Gestalt, bis Kinbote ihn nachgerade von innen sehen kann. In einer letzten Anmerkung – zur fehlenden tausendsten Zeile des Gedichts – berichtet Kinbote, wie Shade versehentlich dem Mörder zum Opfer fällt, der eigentlich ihn, den zemblanischen König im Exil, erschießen wollte.
Kinbote ist ein ausgesprochen unzuverlässiger Erzähler. Mehrere Kommentierungen sind offenkundig irrig, da Kinbote kein gebürtiger Amerikaner ist und zur Zeit der Abfassung seines Kommentars auch keine wissenschaftliche Literatur zur Verfügung hat – laut dem Vorwort schreibt er ihn in einem Motel in Cedarn, Utana, wo er ein Zimmer gebucht hat, um Shade und seiner Frau während ihres Urlaubs nahe sein zu können. Dass das Königreich Zembla so nicht real sein kann, wird sehr bald deutlich. Darauf weist etwa der Name der Hauptstadt Onhava hin: Onhava-onhava sei zemblanisch und bedeute in dieser angeblich nordgermanischen Landessprache „weit, weit weg“, Ein „kingdom far, far away“ ist ein typisches Märchenmotiv. Dem Leser wird auch bald deutlich, dass die Freundschaft zu Shade lange nicht so beiderseitig ist, wie Kinbote sie darstellt. So liest man, dass Shade ihn nur halbherzig gegen die Vorwürfe seiner Frau in Schutz nimmt, der aufdringliche neue Nachbar sei „a kingsized bot-fly“, eine riesige Dasselfliege, das heißt ein Parasit. Als Hintergrund für Shades Ermordung erweist sich bei näherem Hinsehen nicht die revolutionäre Politik des Zemblas, sondern ein Irrtum: Kinbote hat das Haus eines Richters gemietet, der auf Europareise ist, und der  einer Nervenheilanstalt entsprungene Jack Grey wollte gar nicht Kinbote, sondern den Eigentümer des Hauses erschießen. Das mehrmalige Erwähnen des Literaturwissenschaftlers Vseslav Botkin, eines exilierten Russen, dem Kinbote einen auffallend ausführlichen Eintrag im Register widmet, legt den Verdacht nahe, dass er der eigentliche Verfasser des seltsamen Kommentars ist: Sein Name ist ein Silbenanagramm von Kinbote, und dass der Name von Kinbotes fiktivem Königreich ein russisches Wort ist (Земля Semlja ist russisch und bedeutet „Land“), deutet in die gleiche Richtung. 1962 erklärte Nabokov in einem Interview, dass der eigentliche Erzähler nicht Kinbote sei, sondern Botkin, „ein Russe und ein Wahnsinniger.“
Nabokov erwähnte in einem Interview, dass Kinbote kurz vor Fertigstellung seiner Arbeit Selbstmord begeht. Tatsächlich finden sich ein nicht getilgter Korrekturhinweis an den Setzer im Text des Vorworts und der letzte Eintrag des Registers: „Zembla, ein fernes Land im Norden“ bietet keine Seitenzahlen. Der Kritiker Michael Wood wehrte sich dagegen mit dem Hinweis, bei Nabokovs Aussage handle es sich um „unbefugten Zutritt des Autors“, dem „keine Folge zu leisten“ sei, während Brian Boyd dafür argumentiert, dass das Buch selbst auf Kinbotes Suizid hinweist.

## Titel
Wie Nabokov erläutert, ist der Titel von John Shades Gedicht einer Passage aus Shakespeares Drama Timon von Athen entnommen. Darin erklärt Timon Diebstahl und Raub für legitim, da er ja ein Grundprinzip auch in der Natur sei. Die Sonne, die Erde, das Meer, alle seien letztlich Diebe;

„The moon’s an arrant thief
And her pale fire she snatches from the sun.“

„Ein Erzdieb ist der Mond,
da er wegschnappt sein fahles Feuer der Sonne.“

Diese Zeile wurde oft als Metapher für Kreativität oder Inspiration gedeutet. Kinbote zitiert den Abschnitt zwar, erläutert ihn aber nicht, weil er – wie er behauptet – nur Zugriff auf eine ungenaue, zemblanische Übersetzung des Stücks hat. In einer anderen Anmerkung schimpft er auf die Praxis, Zitate als Titel zu verwenden. Einige Interpreten haben auch einen Verweis auf Hamlet angeregt: Im Stück bemerkt der Geist von Hamlets Vater, wie das Glühwürmchen (im Original:) "'gins to pale his uneffectual fire" (Akt I, Szene 5).

## Ausgaben
- Nabokov, Vladimir: Fahles Feuer. Gesammelte Werke, Band 10. Rowohlt 2008